# Joppa larvata
Joppa larvata là một loài tò vò trong họ Ichneumonidae.